# Глухотко, Анатолий Константинович
Анатолий Константинович Глухотко (1 июня 1938, Сталинск — ?) — советский футболист, вратарь. Мастер спорта СССР.

## Биография
Воспитанник ДЮСШ «Металлург-Кузбасс» Сталинск c 1952 года. В 1957 году дебютировал в местной команде класса «Б» «Металлург». Конец сезона-1959 провёл в «Химике» Кемерово. В 1960 году оказался в московском «Торпедо», где сразу стал основным вратарём и в первый год выиграл с командой чемпионат и Кубок страны. В 1961 году стал вице-чемпионом и финалистом Кубка (в матчах Кубка не играл). После призыва в армию в 1963—1965 годах играл в армейских командах Москвы (10 игр), Ростова-на-Дону (16 игр) и Севастополя (11 игр). Затем играл в белорусских клубах «Динамо» Минск (1966—1969), «Неман» Гродно (1970) и «Гомсельмаш» Гомель (1971—1973). Отличался устойчивой психикой, простой и надёжной манерой игры.
По имеющимся сведениям, скончался в Новокузнецке. По другим данным, умер в 1985 году в тюрьме в пос. Нижний Ингаш.